# Rickettsien-Pocken
Die Rickettsien-Pocken oder Rickettsienpocken (auch Pockenfleckfieber, Rickettsiosis varicelliformis, Rosssche Rickettsiose, englisch Rickettsialpox) sind eine durch Milben übertragene Infektionskrankheit, die durch das Bakterium Rickettsia akari (Ordnung der Rickettsien) ausgelöst wird.

## Übertragung
Natürliches Reservoir für das Bakterium Rickettsia akari sind Mäuse und Ratten. Die Infektion des Menschen erfolgt durch den Biss einer Milbe, die Kontakt zu einem Hauptwirt hatte. Die blutsaugende Milbe heißt Liponyssoides sanguineus (früher: Allodermanyssus sanguineus oder Dermanyssus sanguinus) und kommt vornehmlich in den östlichen Küstenregionen der Vereinigten Staaten vor. Die durch diese Milben – und nicht wie beispielsweise das Fleckfieber durch Läuse – übertragene Erkrankung zählt nach dem verursachenden Krankheitserreger Rickettsia akari zur Gruppe der Rickettsiosen.

## Geschichte
Der erste bekannte Ausbruch der Rickettsien-Pocken fand 1946 in einem Apartmentkomplex im New Yorker Stadtteil Kew Gardens statt. Allgemeinmedizinern fiel auf, dass erstaunlich viele Personen mit Symptomen von Varizellen zu ihnen kamen. Erst einige Monate nach dem ersten Fall wurde den Ärzten klar, dass eine lokale Epidemie ausgebrochen war und es sich um eine andere Krankheit handeln musste. In dem Wohnungsgebäude lebten zu dieser Zeit circa 2000 Menschen, 124 Fälle von Rickettsien-Pocken wurden verzeichnet. Männer und Frauen erkrankten gleichermaßen und sowohl sehr junge (drei Monate) als auch alte Menschen (71 Jahre) waren betroffen. In dem Gebäude befanden sich laut Aussagen von Bewohnern viele Mäuse im Keller. Experten für Seuchenschutz fanden beim Abziehen der Tapeten Wände vor, die komplett mit Milben befallen waren.
Die Krankheit trägt auch das Eponym des englischen Tropenmediziners Sir Ronald Ross, der aber schon vor der Erstbeschreibung, nicht jedoch vor dem ersten Auftreten, verstarb.

## Vorkommen
Die Krankheit kommt vor allem in den Vereinigten Staaten von Amerika, Mexiko, Kroatien, der Türkei und in der Ukraine vor, oft infizieren sich aber auch Touristen mit ihr und bringen die Krankheit mit in ihr Heimatland. Sie ist endemisch in den USA, in Russland, in Korea und in Afrika. „Da die Hausmaus den natürlichen Wirt des Erregers R. akari darstellt, findet man die Rickettsien-Pocken vor allem im Bereich großer Städte.“

## Klinisches Bild
An der Stelle des Bisses (Übertragungsstelle) durch die Milbe entsteht wenige Tage nach der Infektion eine Papel (Papulovesikel). Die Inkubationszeit beträgt 10 bis 17 Tage. Die Papel entsteht am dritten bis fünften Fiebertag und wird als makulopapulöses und vesikulöses oder varizelliformes Exanthem beschrieben. Die Krankheit beginnt mit Kopfschmerzen (89 % der Patienten), Myalgien (39 %) sowie mit hohem Fieber (100 %) zwischen 38 °C und 40 °C. Außerdem entsteht eine regionale Lymphadenopathie. Danach zeigen sich weitere Symptome, wie zum Beispiel
- Abgeschlagenheit,
- weiteres Fieber,
- Schüttelfrost,
- fortdauernde Muskelschmerzen,
- Übelkeit,
- Erbrechen,
- Bauchschmerzen,
- Arthralgien,
- Husten und eine
- Photophobie.

Die Papel verschwindet nach weiteren zwei bis sechs Tagen.
Oft tritt das Exanthem nicht einzeln auf, weshalb die Krankheit oft mit Windpocken (Varizellen) oder früher auch mit den Pocken (Variola) verwechselt wurde. Im Gegensatz zu den Windpocken zeigen sich bei Rickettsien-Pocken keine Exantheme auf den Handinnenflächen und an den Fußsohlen. Die Rickettsien-Pocken können jedoch auch die Mundhöhle befallen.
Das abheilende verschorfte Exanthem ist ein Eschar (von altgriechisch ἐσχάρα ‚Herd, Feuerstelle, Kochgeschirr‘: eschara = Schorf, Wundschorf, Brandschorf, gesprochen es-chára, auch Eschara, beide Formen (laut Medizin-Duden) ohne Silbentrennung).

## Therapie
Die Symptome verschwinden unbehandelt in der Regel spätestens zwei Wochen nach ihrem Auftreten. Eine Behandlung mit Antibiotika, meist Doxycyclin, ist aber ratsam, vor allem wenn Fieber als Symptom auftritt.

## Komplikationen
Gelegentlich kommt es bei ulzerierenden Effloreszenzen zur Narbenbildung.

## Rickettsien-Pocken in der Kunst
- Dr. House, Fernsehserie, Staffel 7, Folge 7 („Gefahr von Gestern?“) – Eine Patientin infiziert sich mit Rickettsien-Pocken, nachdem sie beim Tauchen ein Einmachglas zerstört hat.[20]